# Odžaci
Pour les articles homonymes, voir Odžaci (homonymie).
Odžaci (en serbe cyrillique : Оџаци ; en hongrois : Hódság ; en allemand : Hodschag) est une ville et une municipalité de Serbie situées dans la province autonome de Voïvodine. Elles font partie du district de Bačka occidentale. Au recensement de 2011, la ville comptait 8 795 habitants et la municipalité dont elle est le centre 30 196.
En serbe, le nom d'Odžaci signifie « les cheminées ».

## Géographie
La ville est située au sud-est d'Apatin, et au nord-est de Vukovar, à quelques km du Danube.

## Histoire

### Les origines
À l'emplacement d'Odžaci a d'abord existé une localité qui portait le nom hongrois de Kéménd, mentionné pour la première fois en 1522. Cette localité fut détruite par les invasions ottomanes et un nouveau village fut édifié à proximité.
En 1579, un recensement cadastral turc mentionne un village nommé Tatar Ocak, habité par 28 familles serbes et quelques familles musulmanes. En 1610, Ocak fait partie du sandjak de Segedin. Cependant, en raison des impôts très élevés payés aux Turcs, la population émigre vers le nord et vers l'est.

### La période des Habsbourg
Des références précises sont souhaitables.
À partir de 1687, Ocak fait partie des possessions des Habsbourg et, en 1690, le village est peuplé par de nouveaux arrivants serbes. Durant la révolte de Ferenc II Rákóczi (1703-1711), la localité est détruite.
Ocak, devenue Odžak, est mentionnée à nouveau en 1728. En 1755, l'impératrice Marie-Thérèse décide de donner à la ville un peuplement germanique. Le premier groupe allemand arriva, en provenance de la Forêt-Noire. Quelques Hongrois viennent se joindre à lui en 1752.
En 1767, les habitants édifient une église catholique.
Depuis le (traité de Passarowitz en 1718) jusqu'en 1918, le Banat fait partie de la monarchie autrichienne (empire d'Autriche), dans le voïvodat de Serbie et du banat de Tamiš de 1849 à 1860. Après le compromis de 1867, dans la Transleithanie, au Royaume de Hongrie.

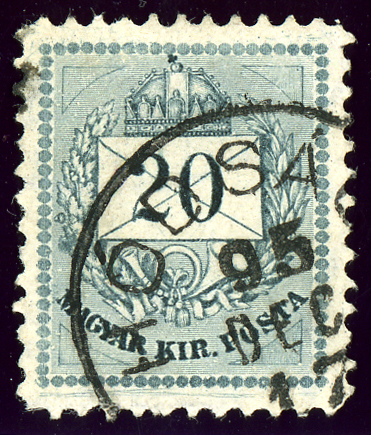
HÓDSÁGH en 1895, royaume de Hongrie

Au recensement de 1813, la ville compte 4 344 habitants, dont 3 798 parlent allemand.

### Après la Première Guerre mondiale
Après la dislocation de l'Autriche-Hongrie en 1918, Odžaci fit partie du royaume des Serbes, Croates et Slovènes, qui, en 1929, devint le royaume de Yougoslavie.
Pendant la Seconde Guerre mondiale, la ville fut envahie par les puissances de l'Axe. Pour une courte période, Odžaci devint même un camp de concentration, y compris pour les Partisans de Tito. Après la guerre, la majorité de peuplement allemande, collectivement mise en cause pour sa collaboration avec les nazis, fut expulsée, emprisonnée ou tuée.

### Histoire récente
En 1994, des descendants des anciens résidents allemands ont financé la reconstruction du cimetière catholique et de sa chapelle, qui avaient été détruits. Un mémorial pour les victimes tuées à Odžaci a été édifié.

## Localités de la municipalité d'Odžaci

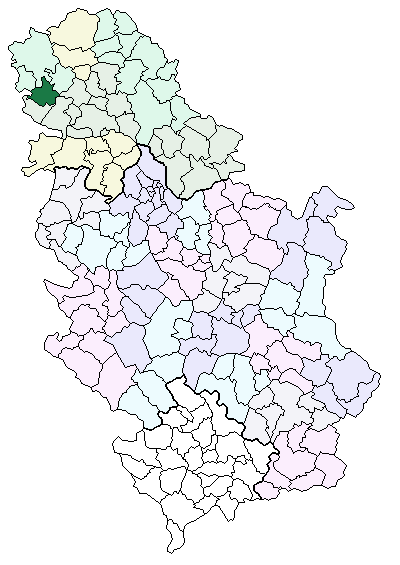
Localisation de la municipalité d'Odžaci en Serbie
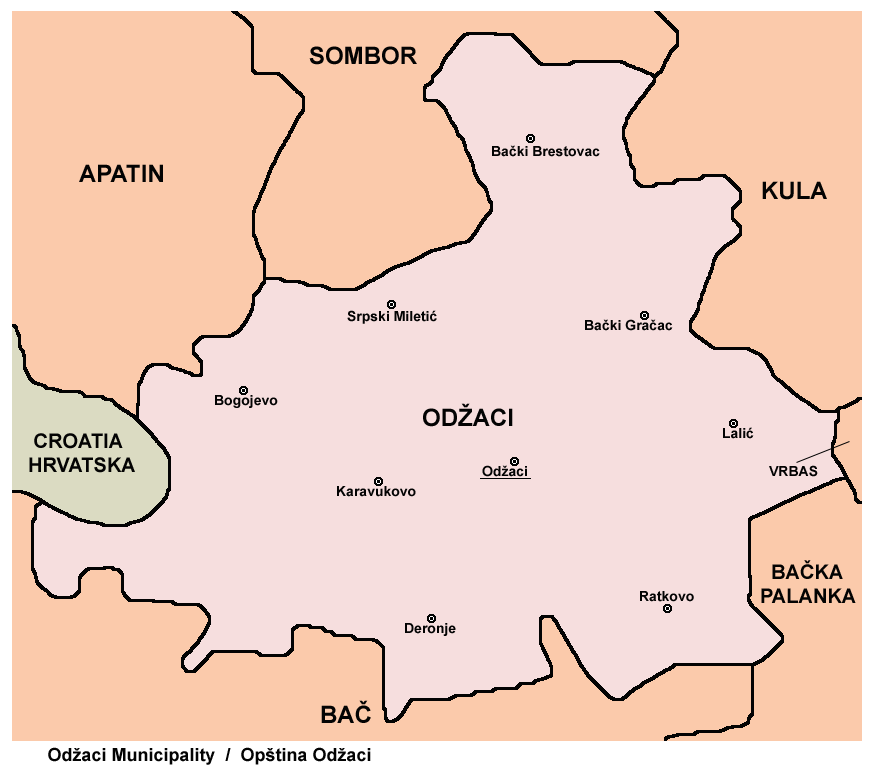
Localités de la municipalité d'Odžaci

La municipalité d'Odžaci compte 9 localités :
- Bački Brestovac
- Bački Gračac
- Bogojevo (en hongrois : Gombos)
- Deronje
- Karavukovo
- Lalić
- Odžaci
- Ratkovo
- Srpski Miletić

Odžaci est officiellement classée parmi les « localités urbaines » (en serbe : градско насеље et gradsko naselje) ; toutes les autres localités sont considérées comme des « villages » (село/selo).

## Démographie

### Ville

#### Évolution historique de la population dans la ville
| 1948  | 1953  | 1961  | 1971  | 1981  | 1991   | 2002  | 2011  |
| ----- | ----- | ----- | ----- | ----- | ------ | ----- | ----- |
| 6 607 | 7 266 | 7 841 | 9 052 | 9 933 | 10 567 | 9 940 | 8 795 |

### Municipalité

#### Répartition de la population dans la municipalité (2002)
Les sept localités suivantes possèdent une majorité de peuplement serbe : Odžaci, Bački Brestovac, Bački Gračac, Deronje, Karavukovo, Ratkovo et Srpski Miletić. En revanche, Bogojevo est une localité à majorité hongroise et Lalić dispose d'une majorité relative de Slovaques.

## Politique

### Élections locales de 2004
À la suite des élections locales de 2004, les sièges de l'assemblée municipale Odžaci se répartissaient de la manière suivante :
| Parti                              | Sièges |
| ---------------------------------- | ------ |
| Parti radical serbe                | 9      |
| Parti démocratique                 | 7      |
| Parti socialiste de Serbie         | 4      |
| Parti démocratique de Serbie       | 3      |
| Parti des retraités unis de Serbie | 2      |
| Mouvement serbe du renouveau       | 1      |
| Autre liste                        | 1      |

### Élections locales de 2008
À la suite des élections locales serbes de 2008, les 30 sièges de l'assemblée municipale d'Odžaci se répartissaient de la manière suivante :
| Parti                                                                         | Sièges |
| ----------------------------------------------------------------------------- | ------ |
| Parti radical serbe                                                           | 14     |
| Pour une Serbie européenne                                                    | 9      |
| Parti démocratique de serbie                                                  | 4      |
| Parti socialiste de Serbie - Parti des retraités unis de Serbie - Serbie unie | 3      |

Milan Ćuk, membre du Parti radical serbe (SRS) de Vojislav Šešelj, a été élu président (maire) de la municipalité. Đorđe Bogdanović, qui conduisait la liste du Parti socialiste de Serbie et de ses alliés, a été élu président de l'assemblée municipale.

## Architecture

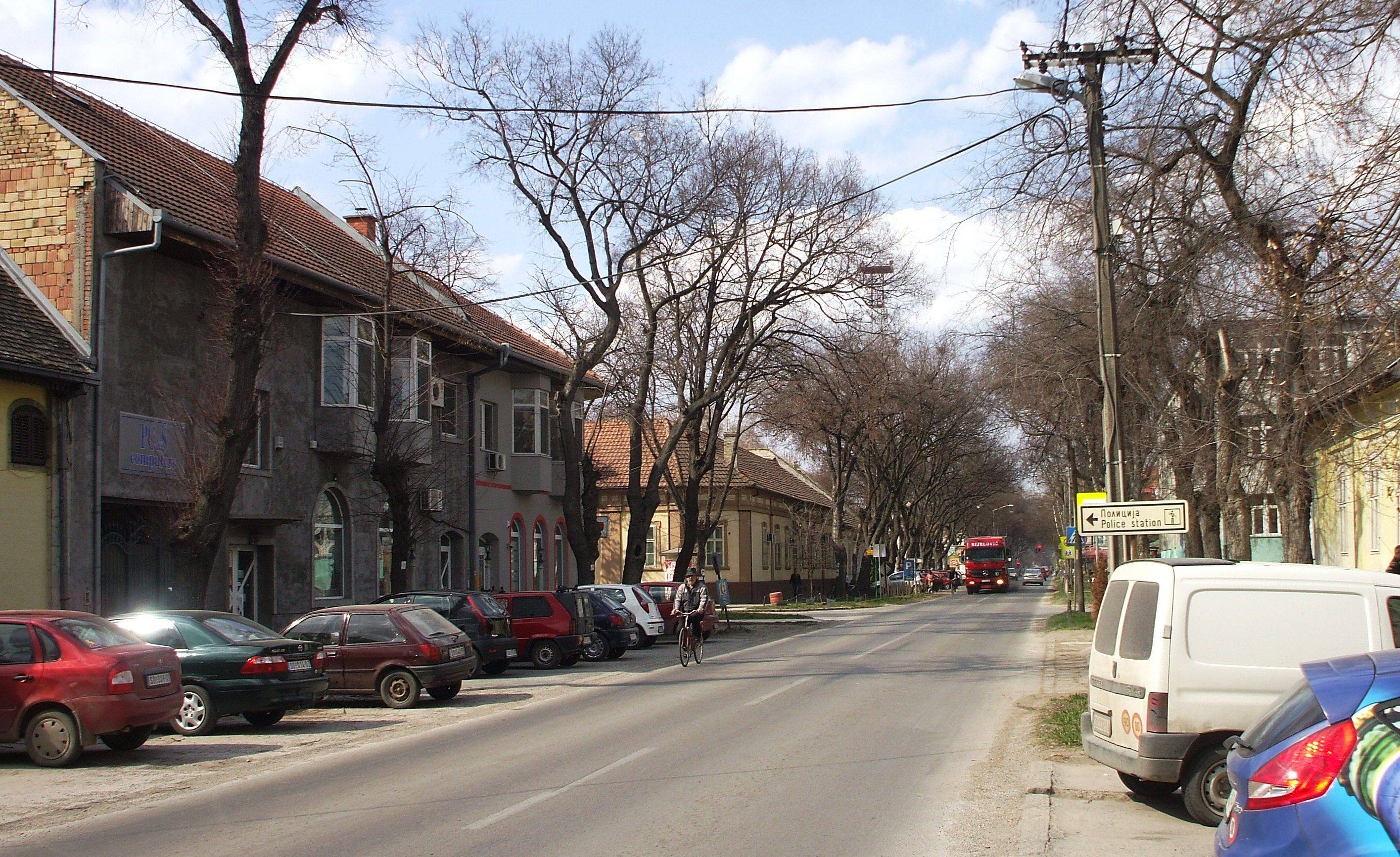
La rue principale d'Odžaci

## Éducation

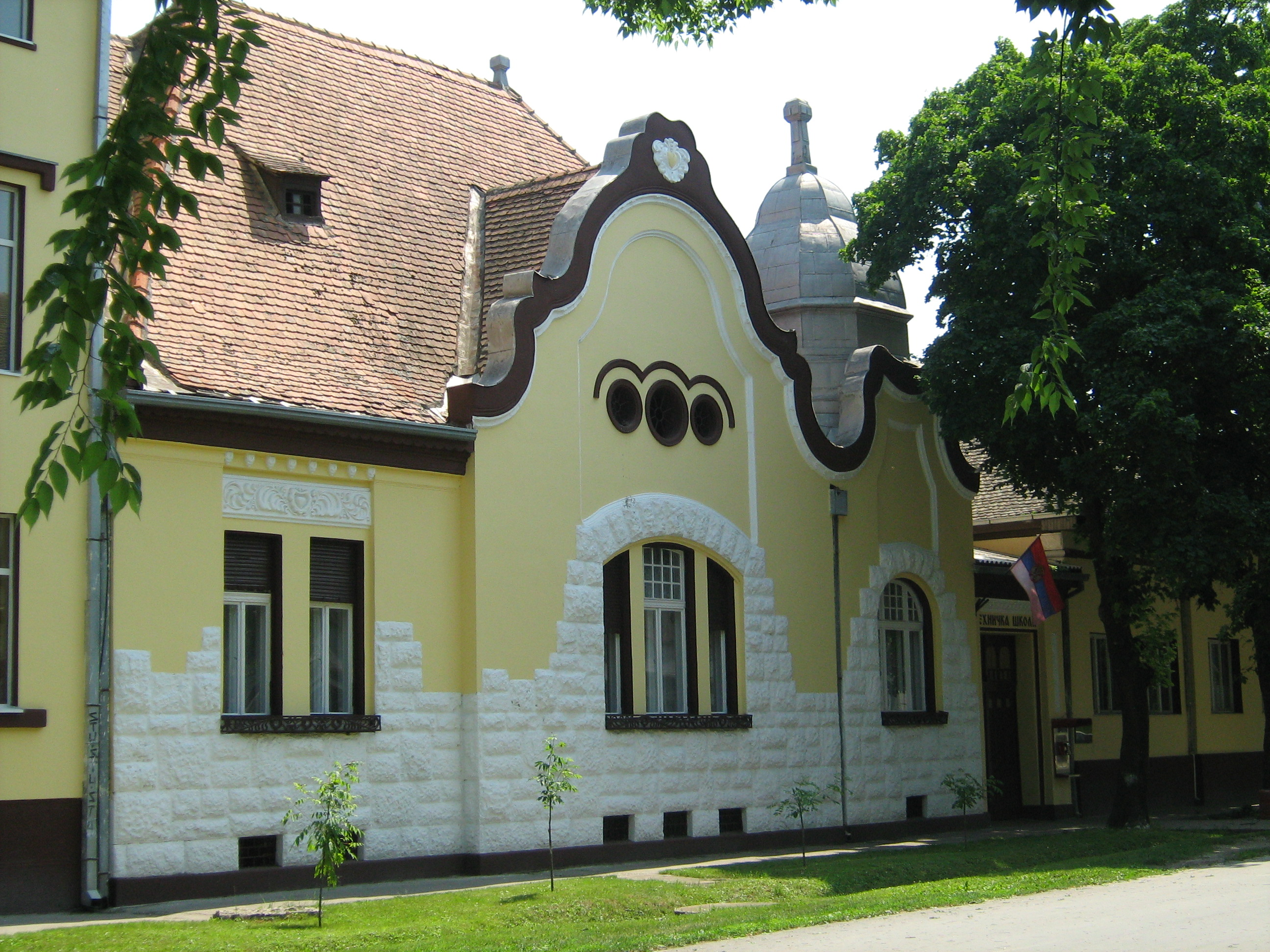
L'école technique d'Odžaci

## Économie
La ville possède un certain nombre d'industries : textile, chimie, machines agricoles etc.

## Religion

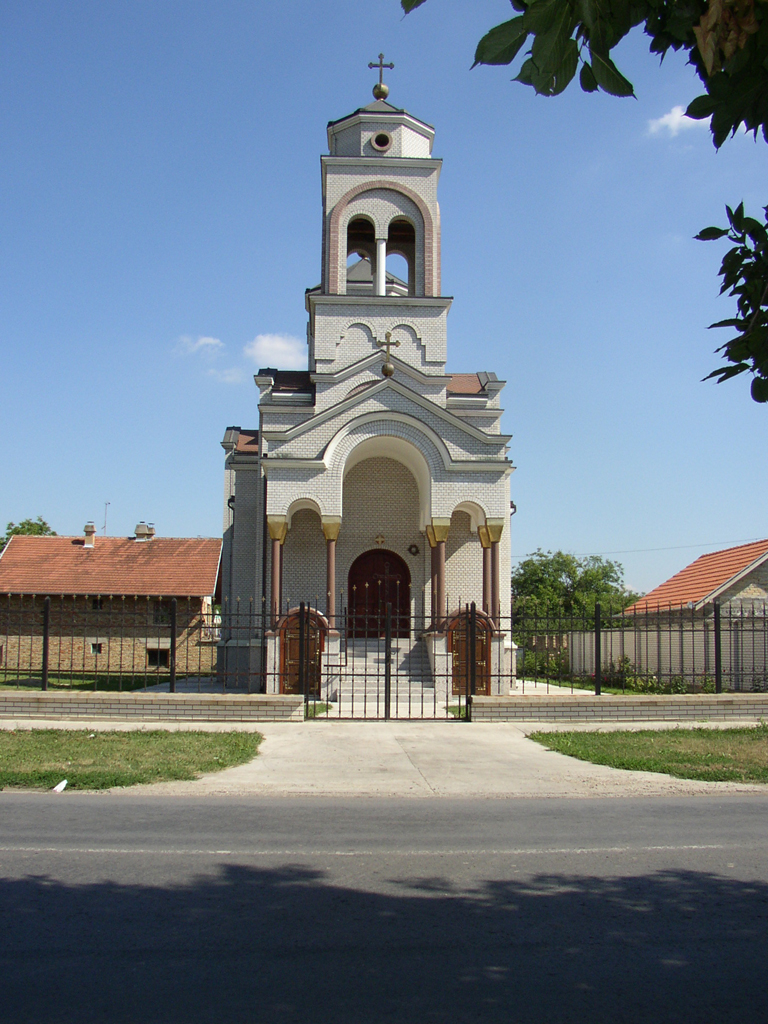
Façade de l'église orthodoxe serbe d'Odžaci
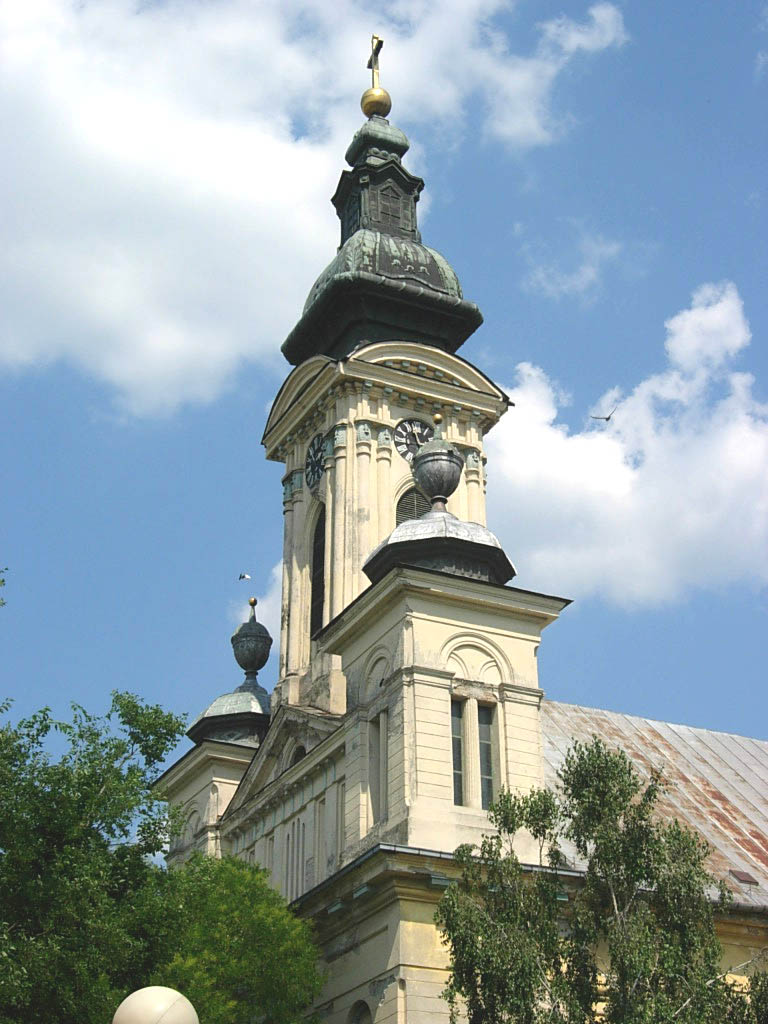
L'église catholique Saint-Michel d'Odžaci